# Nhà Hồ
Nhà Hồ (chữ Nôm: 茹胡, chữ Hán: 胡朝, Hán Việt: Hồ triều) là một triều đại quân chủ trong lịch sử Việt Nam, bắt đầu khi Hồ Quý Ly lên ngôi năm 1400 sau khi giành được quyền lực từ tay nhà Trần và chấm dứt khi Hồ Hán Thương bị quân Minh bắt vào năm 1407 – tổng cộng là 7 năm. Quốc hiệu Đại Việt khi này đã được đổi thành Đại Ngu (chữ Hán: 大虞 – An vui lớn) năm 1400.

## Thành lập
Nhà Hồ do Hồ Quý Ly, một đại quý tộc và đại thần nhà Trần thành lập. Từ năm 1371, Hồ Quý Ly, khi đó mang họ Lê, được tham gia triều chính nhà Trần, được vua Trần Dụ Tông cho làm Trưởng cục Chi hậu. Sau, vua Trần Nghệ Tông đưa ông lên làm Khu mật đại sứ, lại gả em gái là công chúa Huy Ninh.
Sau biến cố Dương Nhật Lễ, cái chết của Trần Duệ Tông và sự cướp phá của Chiêm Thành, nhà Trần ngày càng suy sụp. Thời hậu kỳ nhà Trần, mọi việc chính sự do Thượng hoàng Trần Nghệ Tông quyết định. Trần Nghệ Tông lại rất trọng dụng Hồ Quý Ly nên khi về già thường ủy thác mọi việc cho Quý Ly quyết định. Dần dần binh quyền của Quý Ly ngày một lớn, Nghệ Tông tuổi cao sức yếu cũng không kìm chế nổi.
Năm 1394 Trần Nghệ Tông mất, Hồ Quý Ly được phong làm Phụ chính Thái sư nhiếp chính, tước Trung tuyên Vệ quốc Đại vương, nắm trọn quyền hành trong nước.

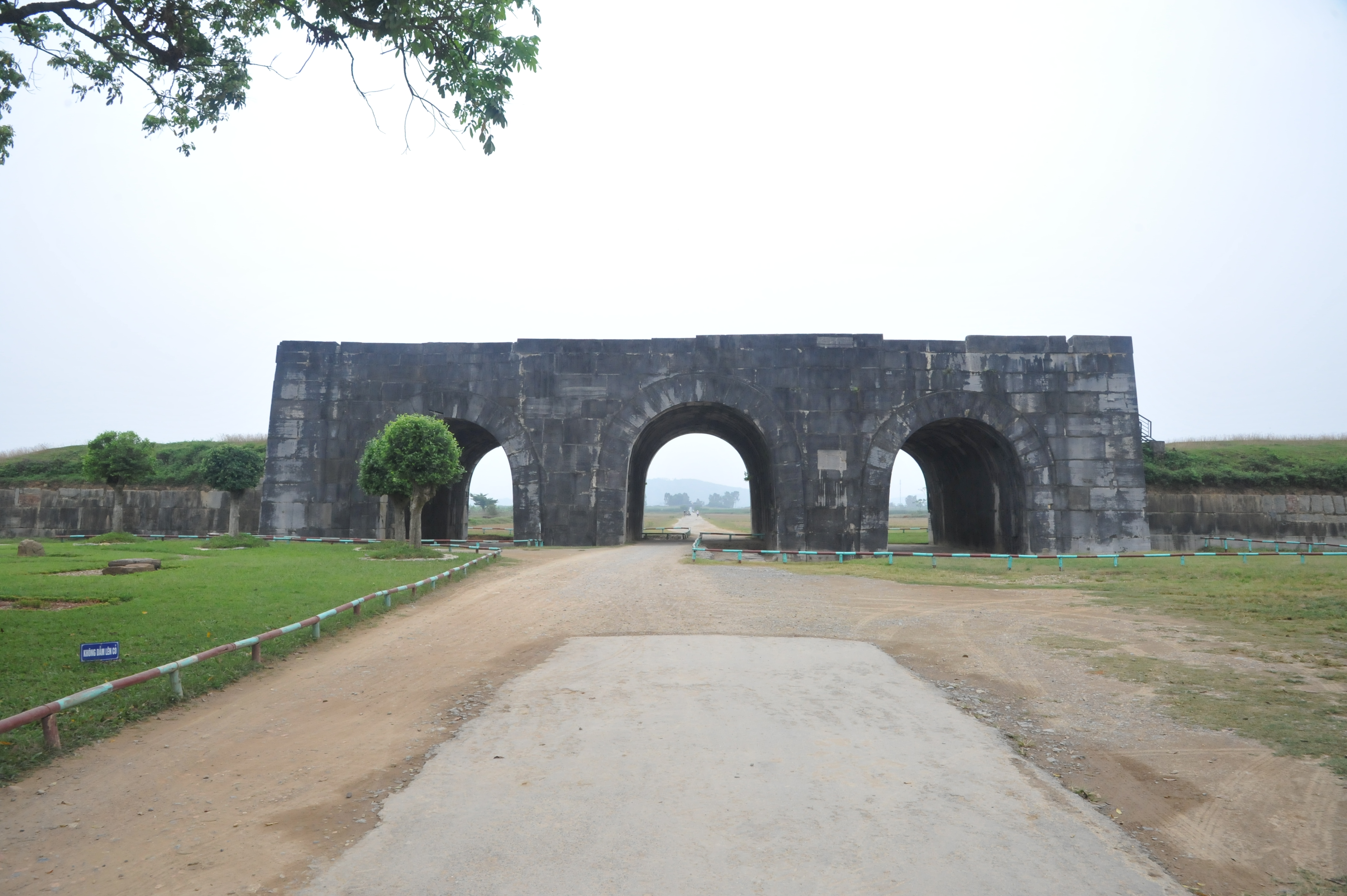
Cửa Nam thành Tây Đô, kinh đô nhà Hồ. Năm 2011, UNESCO đã công nhận Thành nhà Hồ ở tỉnh Thanh Hóa là di sản thế giới.

Sau khi vua Trần dời đô từ Thăng Long vào Thanh Hóa và giết hàng loạt quần thần trung thành với nhà Trần, tháng 2 năm Canh Thìn 1400, Hồ Quý Ly truất ngôi của cháu ngoại là Trần Thiếu Đế, tự lên làm vua lấy quốc hiệu là Đại Ngu, lập nên nhà Hồ.

## Kinh tế - xã hội

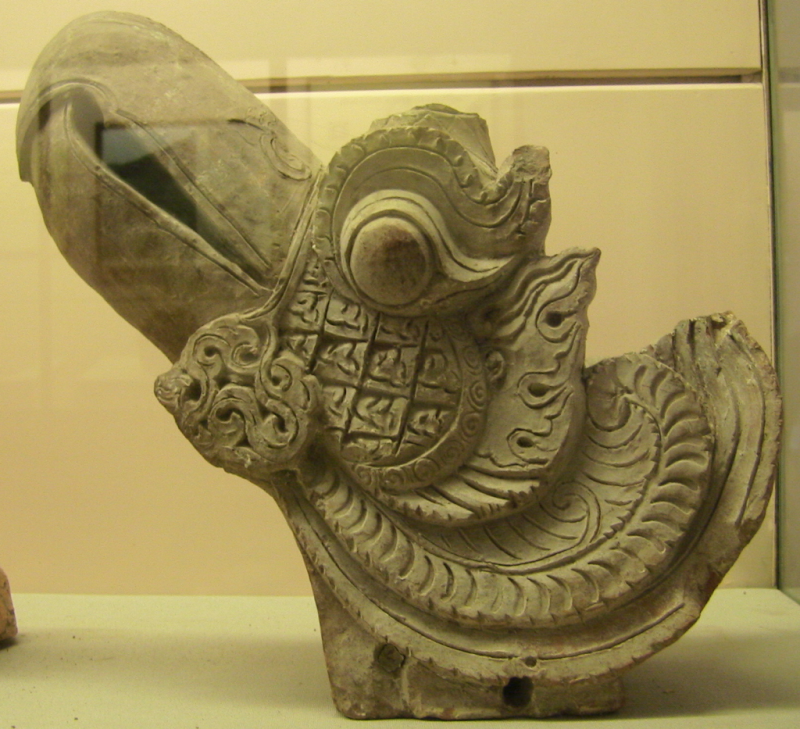
Đầu phượng bằng gốm dùng để trang trí mái cung điện thời Hồ.

Tiền giấy được phát hành lần đầu tiên năm 1396 dưới thời vua Trần Thuận Tông, tuy nhiên người quyết định khi đó có lẽ là Hồ Quý Ly. Sau này, trong thời đại của mình, nhà Hồ đã có một số cải cách về hành chính, kinh tế, xã hội như: làm sổ hộ tịch, hạn chế gia nô, lập kho dự trữ thóc gạo, định lại quan chế và hình luật, thuế và tô ruộng, di dân khẩn hoang, lập cơ quan chăm sóc y tế v.v... Tuy nhiên, các cải cách của nhà Hồ hầu như không giành được thành công, và những thủ đoạn mà Hồ Quý Ly đã làm để lên ngôi khiến dân chúng xa lánh nhà Hồ.

### Hành chính
Dưới triều Hồ Hán Thương, năm 1401 đã cho làm sổ hộ tịch trong cả nước, lập phép hạn chế gia nô. Năm 1403, di dân không có ruộng đến Thăng Hoa (vùng đất mới thu được sau khi Chiêm Thành dâng nộp năm 1402, gồm 4 châu Thăng, Hoa, Tư, Nghĩa tức là đất các huyện Thăng Bình, Tam Kỳ, Quế Sơn, Duy Xuyên thuộc tỉnh Quảng Nam ngày nay, huyện Bình Sơn, Sơn Tịnh, Tư Nghĩa, Mộ Đức, Đức Phổ thuộc tỉnh Quảng Ngãi ngày nay). Cùng năm đặt Quảng tế (cơ quan coi về mặt y tế).

### Luật pháp
Ban hành cuối năm 1401, như thời nhà Trần.

### Kinh tế

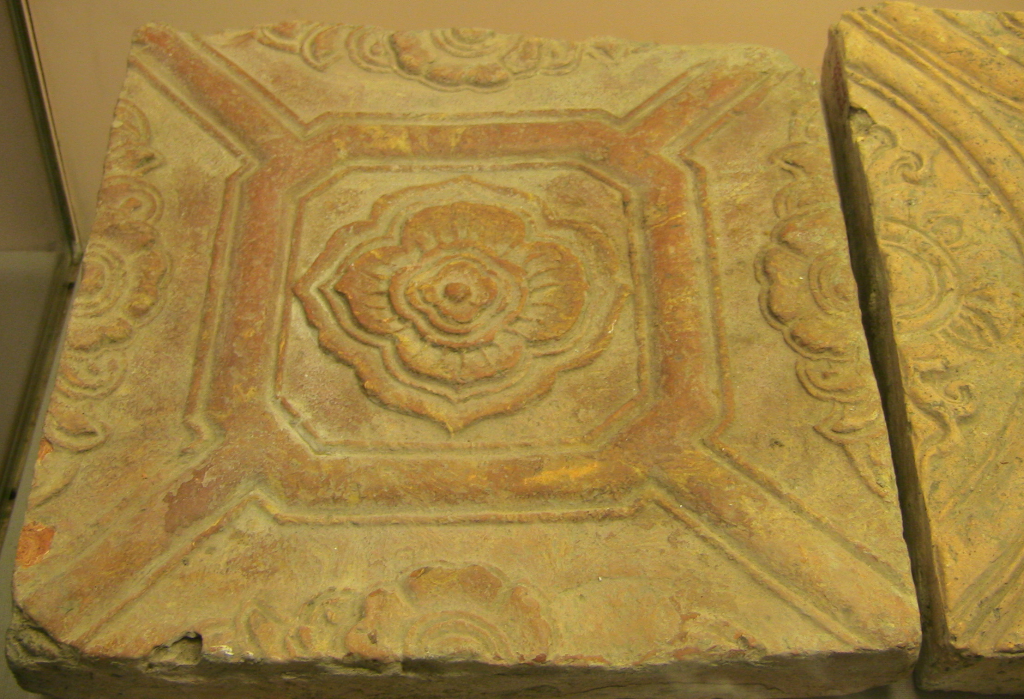
Gạch lát nền trang trí hoa sen thời Hồ.

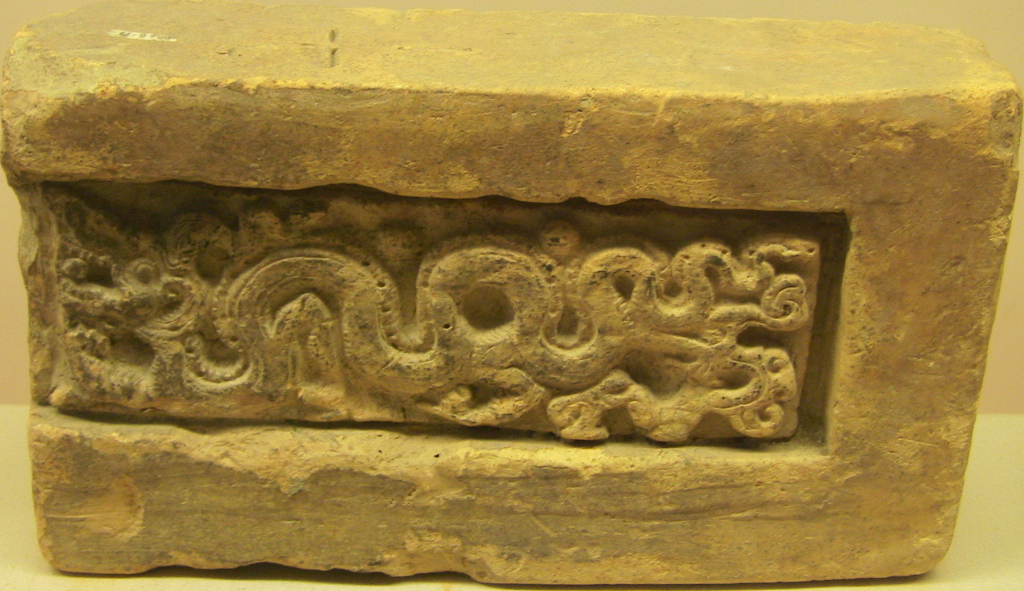
Gạch trang trí rồng thời Hồ.

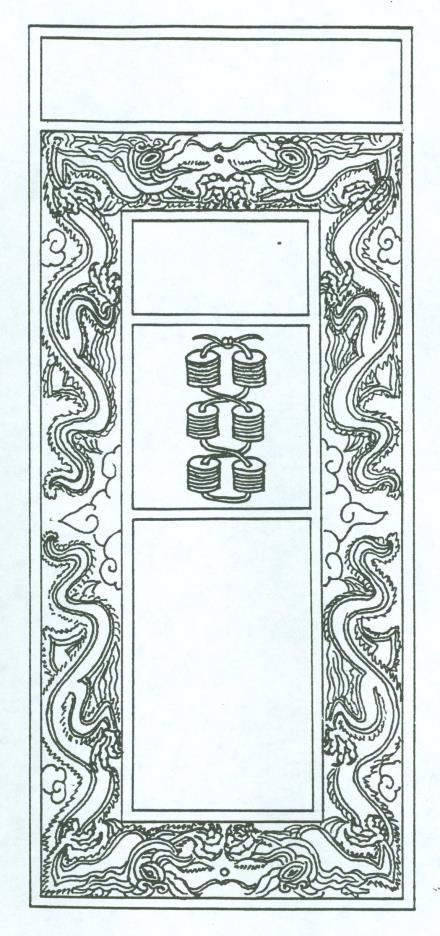
Bản in tờ giấy bạc Hội Sao Thông Bảo do Hồ Quý Ly khi ông làm thượng thư nhà Trần, 1393.

Việc đổi tiền được Hồ Quý Ly khởi xướng thực hiện từ trước khi nhà Hồ được chính thức thành lập (1400). Năm 1396, tháng 4, Hồ Quý Ly khi đó nắm toàn quyền điều hành nhà Trần bắt đầu phát tiền giấy Thông bảo hội sao. Cứ một quan tiền đồng đổi lấy một quan 2 tiền giấy. Cấm tuyệt tiền đồng, không được chứa lén, tiêu vụng, tất cả thu hết về kho Ngao Trì ở kinh thành và trị sở các xứ. Kẻ nào vi phạm cũng bị trị tội chết như làm tiền giả. 
Thể thức tiền giấy: tờ 10 đồng vẽ rong, tờ 30 đồng vẽ sóng, tờ một tiền vẽ mây, tờ 2 tiền vẽ rùa, tờ 3 tiền vẽ lân, tờ 5 tiền vẽ phượng, tờ một quan vẽ rồng. Kẻ làm tiền giả bị tội chết, ruộng đất, tài sản tịch thu.

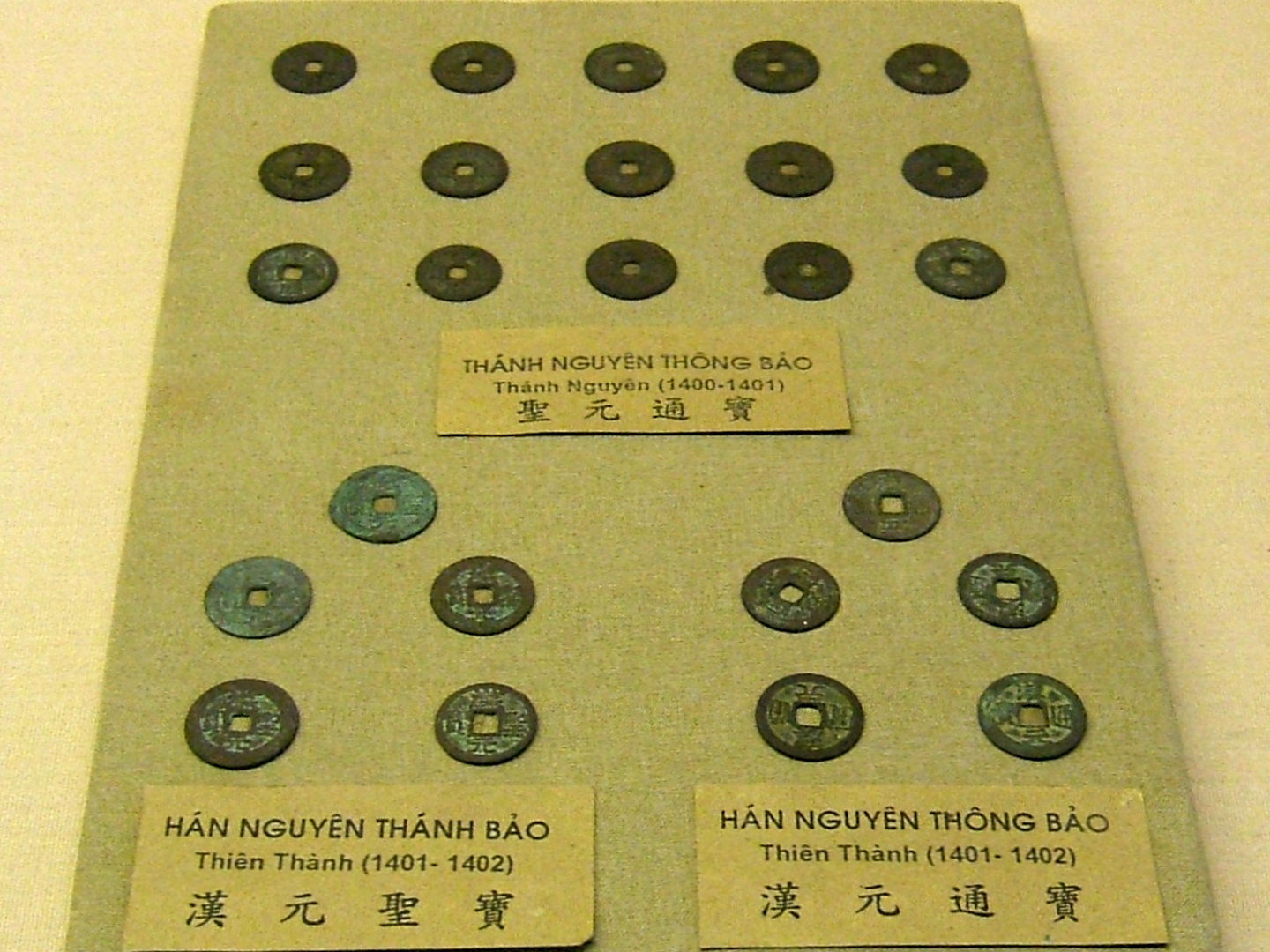
Tiền đồng thời nhà Hồ

Tuy nhiên, việc dùng tiền giấy không được sự ủng hộ của dân chúng và nhà Hồ đã thất bại trong cuộc cải cách tiền tệ này. Thực ra, đến năm 1403, tức là sau bảy năm ban hành, tiền giấy vẫn không được ưa dùng, và do nhà nước cấm tiền đồng, nhân dân buộc phải trao đổi theo hình thức hàng đổi hàng. Nhà nước đã phải định giá tiền giấy cho trao đổi, lập điều luật định tội không tiêu tiền giấy.
Lý do quan trọng nhất là tiền Thông bảo hội sao của nhà Hồ rất dễ làm giả (thời đó chưa có các công nghệ chống làm tiền giả phức tạp như ngày nay). Ngoài ra, mực in tiền thời đó cũng không bền, chỉ cần dính mưa, dính nước là nhòe không tiêu được nữa, người chủ coi như mất tài sản (tiền đồng thì không sợ ướt như vậy). Như vậy việc dùng tiền giấy thời đó đã đi ngược nguyên tắc phát hành tiền tệ, đó là phải có đủ cơ sở để nhân dân tin tưởng vào giá trị giao dịch của đồng tiền. Một lượng lớn tiền giả được tung ra tất yếu dẫn tới việc tiền giấy bị mất giá, tức là lạm phát. Ngoài ra, nếu triều đình lạm dụng việc in tiền giấy để bù đắp thiếu hụt ngân khố thì lạm phát càng nghiêm trọng.
Một số học giả đương đại ca ngợi cải cách của Hồ Quý Ly về phát hành tiền giấy là "đi trước thời đại", nhưng thực ra chính sách phát hành tiền giấy đã được nhà Tống (Trung Quốc) áp dụng từ 3 thế kỷ trước đó, nên cũng không thể coi đây là "phát minh" của Hồ Quý Ly. Vấn đề là nhà Tống đã nhận ra những nhược điểm của tiền giấy vào thời kỳ đó (dễ làm giả, người dân không tin tưởng) nên không áp dụng với quy mô lớn, phần lớn tiền tệ của nhà Tống vẫn là tiền đồng. Sau này nhà Nguyên kế tiếp nhà Tống, thời Nguyên Vũ Tông (cai trị 1307-1311) do bị thiếu hụt ngân khố nên đã hạ lệnh in rất nhiều tiền giấy, kết quả là tiền giấy bị mất giá trị nghiêm trọng, đời sống nhân dân xáo trộn. Hồ Quý Ly cũng giải quyết vấn đề ngân khố theo cách làm của Nguyên Vũ Tông, và kết quả là cũng thất bại giống hệt như vậy.
Cũng có quan điểm cho rằng việc Hồ Quý Ly phát hành tiền giấy, cấm tiêu tiền đồng không chỉ vì vấn đề ngân khố, mà còn để thu về tiền đồng nhằm lấy nguyên liệu đúc vũ khí (súng thần công thời đó đúc bằng đồng). Đây là một sáng kiến xuất phát từ nhu cầu phục vụ chiến tranh chứ không phải nhu cầu phát triển kinh tế hàng hóa. Một số học giả đương đại cho rằng chính sách phát hành tiền giấy nhằm phát triển trao đổi thương mại, nhưng thực ra họ đã nhầm lẫn lớn về mục đích thực của Hồ Quý Ly.
Theo Phan Huy Chú bình trong sách Lịch triều hiến chương loại chí:
Tiền giấy chẳng qua chỉ là mảnh giấy vuông, phí tổn chỉ đáng 5, 3 đồng tiền mà đổi lấy vật đáng 5, 6 trăm đồng của người ta, có nhiên không phải là cái đạo đúng mức. Vả lại, người có tiền giấy cất giữ cũng dễ rách nát, mà kẻ làm giả mạo sinh ra không cùng, thực không phải là cách bình ổn vật giá mà lưu thông của cải vậy. Quý Ly không xét kỹ đến cái gốc lợi hại, chỉ ham chuộng hư danh sáng chế, để cho tiền của hàng hóa thường vẫn lưu thông tức là sinh ra ứ đọng, khiến dân nghe thấy đã sợ, thêm mối xôn xao, thế có phải chế độ bình trị đâu!
Năm 1400, đánh thuế thuyền buôn, định 3 mức thượng, trung, hạ. Mức thượng đánh thuế mỗi thuyền 5 quan, mức trung 4 quan, mức hạ 3 quan. Năm 1402 định lại các lệ thuế và tô ruộng. Trước đây, mỗi mẫu thu 3 thăng thóc, nay thu 5 thăng. Bãi dâu, trước thu mỗi mẫu 9 quan hoặc 7 quan tiền, nay thu hạng thượng đẳng mỗi mẫu 5 quan tiền giấy, hạng trung đẳng mỗi mẫu 4 quan tiền giấy, hạng hạ đẳng 3 quan tiền giấy. Tiền nộp hằng năm của đinh nam trước thu 3 quan, nay chiếu theo số ruộng, người nào chỉ có 5 sào ruộng thì thu 5 tiền giấy; từ 6 sào đến một mẫu thì thu một quan; 1,1 mẫu đến 2 mẫu thu 2 quan; từ 2,1 mẫu đến 2,5 mẫu thu 2 quan 6 tiền; từ 2,6 mẫu trở lên thu 3 quan. Đinh nam không có ruộng hay trẻ mồ côi, đàn bà góa thì dẫu có ruộng cũng không thu.
Như vậy, có thể thấy việc đánh thuế của nhà Hồ có sự phân biệt, phân loại rõ ràng hơn so với trước đây.
Năm 1401, lập kho thường bình dự trữ thóc để ổn định kinh tế.
Năm 1403, ban hành cân, thước, thưng, đấu, định giá tiền giấy, cho dân mua bán với nhau.

### Ngoại giao
Xem thêm: Chiến tranh Việt-Chiêm 1400-1407
Quan hệ của nhà Hồ với nhà Minh ở Trung Quốc và Chiêm Thành lúc bấy giờ khá phức tạp. Nhà Minh sau khi thống nhất Trung Quốc năm 1368 bắt đầu có ý định nhòm ngó xuống phương nam. Trên mặt trận này, nhà Hồ đã phải nhún nhường hết mức, thậm chí năm 1405 đã phải cắt 59 thôn ở Lộc Châu (tỉnh Lạng Sơn ngày nay) để mong tránh được họa binh đao nhưng cuối cùng cũng không tránh khỏi họa xâm lăng của nhà Minh năm 1406.
Đối với Chiêm Thành, quan hệ vẫn là giữa nước lớn (Đại Ngu) và nước nhỏ (Chiêm Thành). Trong suốt thời kỳ đầu (1400-1403) nhà Hồ liên tục đem quân tấn công Chiêm Thành và đã chiếm được một phần lãnh thổ từ Chiêm Thành. Sau khi chiếm được lãnh thổ từ Chiêm Thành,nhà Hồ lập ra xứ Thăng Hoa (Quảng Nam và Quảng Ngãi ngày nay). Lúc này lãnh thổ nước ta đã tới tận Quảng Ngãi.

### Việc thi cử

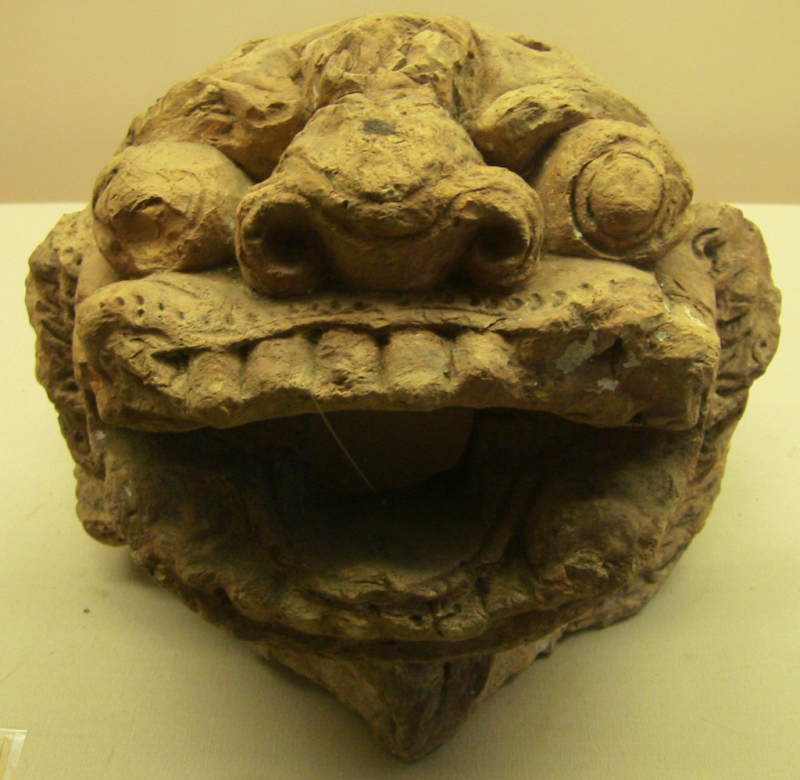
Đầu hổ bằng gốm dùng để trang trí trong thời nhà Hồ.

Từ cuối thời Trần (1396), Hồ Quý Ly đã thay đổi chế độ thi cử, bỏ cách thi ám tả cổ văn chuyển sang tứ trường văn thể.
Năm 1404, Hồ Hán Thương định thể thức thi chọn nhân tài: Cứ tháng 8 năm trước thi Hương, ai đỗ thì được miễn tuyển bổ; lại tháng 8 năm sau thi Hội, ai đỗ thì thi bổ thái học sinh. Rồi năm sau nữa lại bắt đầu thi hương như hai năm trước. Phép thi phỏng theo lối văn tự ba trường của nhà Nguyên nhưng chia làm 4 kỳ, lại có kỳ thi viết chữ và thi toán, thành ra 5 kỳ. Quan nhân, người làm trò, kẻ phạm tội đều không được dự thi. 
Tháng 8 năm 1400, Hồ Quý Ly mở khoa thi Thái học sinh. Lấy đỗ Lưu Thúc Kiệm, Nguyễn Trãi, Lý Tử Tấn, Vũ Mộng Nguyên, Hoàng Hiến, Nguyễn Thành, Nguyễn Nhữ Minh (Nguyễn Quang Minh) v.v gồm 20 người. Tháng 8 năm 1405, Hồ Hán Thương sai bộ Lễ thi chọn nhân tài, đỗ được 170 người. Lấy Hồ Ngạn, Lê Củng Thần sung làm Thái học sinh lý hành; Cù Xương Triều và 5 người khác sung làm Tư Thiện đường học sinh.

### Tôn giáo
Nhà Hồ không tôn sùng đạo Phật như trước mà tôn trọng Nho giáo hơn. Năm 1396, theo lời Hồ Quý Ly, vua Trần Thuận Tông đã xuống chiếu sa thải các tăng đạo chưa đến 50 tuổi trở xuống, bắt phải hoàn tục. Lại thi những người thông hiểu kinh giáo, ai đỗ thì cho làm Đường đầu thủ (Tăng đường đầu mục), tri cung, tri quán, tri tự, còn lại thì cho làm kẻ hầu của người tu hành.

### Xây thành lũy quân sự

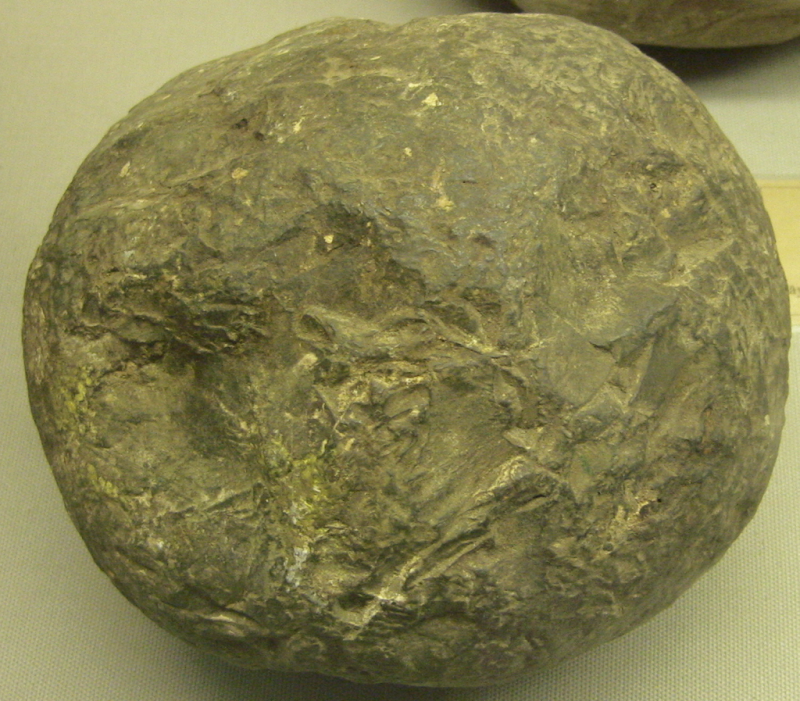
Một viên đạn đại bác bằng đá thời nhà Hồ được tìm thấy ở thành Tây Đô.

Trước họa xâm lăng của nhà Minh, nhà Hồ đã phải lo củng cố quân sự.
Năm 1397, Quý Ly bức vua Trần dời đô vào Thanh Hóa, đặt Thăng Long (hay Đại La Thành) thành Đông Đô, gọi thành mới xây ở núi An Tôn thuộc Thanh Hóa là Tây Đô. Thành Tây Đô trở thành kinh đô của nhà Hồ
Thành nhà Hồ xây dựng ở vị trí đặc biệt hiểm yếu, nằm giữa hai con sông lớn là sông Mã và sông Bưởi, vây quanh là hệ thống núi non hiểm trở: Đốn Sơn, Yên Tôn, Hắc Khuyển, Xuân Đài, Trác Phong, Tiến Sĩ, Kim Ngọ, Ngưu Ngọa, Voi. Có lẽ Hồ Quý Ly cũng nhận ra rằng lòng dân - nhất là ở Thăng Long, không ủng hộ việc Hồ Quý Ly cướp ngôi nhà Trần nên đã lui về Tây Đô. Ngoài ra, việc dời đô còn nằm trong chiến lược phòng thủ đối với nhà Minh.
Năm 1404, Hồ Hán Thương cho đóng thuyền đinh sắt, có hiệu là Trung tàu tải lương, Cổ lâu thuyền tải lương, nói là chở lương, nhưng trên có đường đi lại để tiện chiến đấu, dưới thì hai người chèo một mái chèo. Năm 1405, Hồ Hán Thương lệnh cho những nơi đầu nguồn ở các trấn nộp gỗ làm cọc. Châu Vũ Ninh thì cho lấy gỗ ô mễ ở lăng Cổ Pháp đưa đến cho quân đóng cọc ở các cửa biển và những nơi xung yếu trên sông Cái (sông Hồng) để phòng giặc phương Bắc. Tháng 6, đặt bốn kho quân khí. Không kể là quân hay dân, hễ khéo nghề đều sung vào làm việc.
Tháng 7, Hồ Quý Ly và Hồ Hán Thương đi tuần tra xem xét núi sông và các cửa biển, ở kinh lộ, để kiểm tra xem xét thế hiểm yếu của các nơi, tháng 9 tổ chức lại quân đội. Định quân Nam ban và Bắc ban chia thành 12 vệ; quân Điện hậu đông và tây chia thành 8 vệ; mỗi vệ 18 đội, mỗi đội 18 người; đại quân thì 30 đội, trung quân thì 20 đội, mỗi doanh là 15 đội, mỗi đoàn là 10 đội; cấm vệ đô thì 5 đội. Đại tướng quân thống lĩnh cả.
Nhà Hồ sai Hoàng Hối Khanh đốc suất dân phu đắp thành Đa Bang (huyện Ba Vì, tỉnh Hà Tây ngày nay), sai quân vệ Đông Đô đóng cọc chặn cửa sông Bạch Hạc (ngã ba sông Hồng chảy qua thành phố Việt Trì ngày nay) để chống thủy quân giặc từ Tuyên Quang xuống.
Tháng 7 năm 1406, Hồ Hán Thương ra lệnh cho các lộ đóng cọc gỗ ở bờ phía nam sông Cái, từ thành Đa Bang đến Lỗ Giang và từ Lạng Châu đến Trú Giang để làm kế phòng thủ.
Trong các thành lũy, Thành nhà Hồ là lớn nhất, có chu vi trên 3,5 km, rộng khoảng 150 hécta được xây dựng chỉ vỏn vẹn trong vòng 3 tháng, tiến độ nhanh như vậy thì có thể thấy được sự khó nhọc, vất vả của binh lính, người dân bị điều đi làm phu xây dựng thành. Nhà Hồ đã không quan tâm đến việc khoan thư sức dân, liên tục bắt binh lính, phu phen xây dựng thành lũy, bất kể đời sống người dân lúc ấy vô cùng khốn khó. Câu chuyện về nàng Bình Khương có chồng là dân phu bị chết khi xây dựng Thành nhà Hồ, nàng đã đập đầu chết theo và được dân chúng lập đền thờ, phần nào cho thấy sự oán hận của người dân đối với các công trình xây dựng của nhà Hồ. Dù Hồ Quý Ly chọn Thanh Hóa làm kinh đô, nhưng khắp tỉnh Thanh Hóa lại không hề có một am, miếu nào thờ Hồ Quý Ly, trong khi có hơn 70 đền thờ Trần Khát Chân (vị tướng bị Hồ Quý Ly giết). Ngay chân thành nhà Hồ, người dân dựng ngôi đền thờ người đốc công bị Hồ Quý Ly chém đầu vì để chậm tiến độ xây thành. Điều đó cho thấy nhân dân thời đó oán ghét Hồ Quý Ly đến thế nào.
Nhà Hồ đã huy động kiệt quệ khả năng nhân dân để có thành lũy vững chắc chống quân Minh. Nhưng kết cục sau đó ngược lại hẳn, nhà Hồ thất bại nhanh chóng trước quân Minh. Rốt cục thì thành cao hào sâu cũng không thể cứu vãn được một triều đại đã mất lòng dân.

## Cuộc xâm lăng của nhà Minh

### Bại trận trước kẻ địch
Trong khi đó, tháng 4 năm 1406, nhà Minh sai Hàn Quan và Hoàng Trung đem 10 vạn quân ở Quảng Tây sang, mượn cớ đưa con cháu nhà Trần là Trần Thiêm Bình về làm vua. Qua một số trận giao tranh nhỏ, quân Hồ thắng trận, quân Minh phải giao nộp Thiêm Bình mới được rút lui.
Tháng 9 năm ấy, nhà Minh sai Trương Phụ, Trần Húc, đem 40 vạn quân đánh vào cửa ải Pha Lũy (cửa khẩu Hữu Nghị ngày nay), Mộc Thạnh, Lý Bân cũng đem 40 vạn quân đánh vào cửa ải Phú Lệnh (gần thị xã Hà Giang ngày nay), hai đạo quân tổng cộng là 80 vạn
Tháng 10, quân Minh hội ở sông Bạch Hạc, bày doanh trại bờ bắc sông Cái, đến tận Trú Giang. Ngày 2 tháng 12, người Minh chiếm được Việt Trì, bờ sông Mộc Hoan và chỗ đóng cọc ở sông Bạch Hạc. Tướng chỉ huy quân Tả Thánh Dực là Hồ Xạ không giữ nổi, phải dời hàng trận sang phía nam sông Cái.
Đêm mùng 7, người Minh cho khiêng thuyền ra bờ phía bắc bãi sông Thiên Mạc. Tướng quân Trần Đĩnh đánh bại quân Minh. Đêm ngày mùng 9, quân Minh đánh úp quân họ Hồ ở bãi Mộc Hoàn. Tướng chỉ huy quân Nguyễn Công Khôi, không phòng bị, thuyền bị cháy gần hết, toàn quân bị tiêu diệt. Thủy quân ở phía trên và phía dưới không ai đến cứu, chỉ từ xa xin Hồ Nguyên Trừng xem ai có thể thay giữ chỗ đó. Quân Minh liền vượt sông làm cầu phao để sang.
Sáng ngày 12, Trương Phụ cùng Hoàng Trung, Thái Phúc tiến công phía tây bắc thành Đa Bang. Mộc Thạnh cùng Trần Tuấn tiến công phía đông nam thành. Nguyễn Tông Đỗ, chỉ huy quân Thiên Trường đào thành cho voi ra. Người Minh dùng hỏa tiễn bắn voi. Voi lui lại, người Minh theo voi đánh vào. Thành bị hạ. Quân ở dọc sông tan vỡ, lui giữ Hoàng Giang. Người Minh vào Đông Đô.
Theo Minh sử: quân Minh dùng hỏa khí công kích mạnh mẽ để hỗ trợ cho binh lính trèo lên chiếm mặt thành, quân Minh thừa thế ồ ạt kéo vào thành. Tướng nhà Hồ trong thành dùng voi chiến phản kích, nhưng quân Minh tung kỵ binh ứng chiến, ngựa của quân Minh đều có trùm da hổ, voi trông thấy tưởng hổ thật, hoảng sợ tháo lui, quân nhà Hồ tan vỡ, thành bị chiếm.
Năm 1407, ngày 20 tháng 2, Hồ Nguyên Trừng tiến quân đến sông Lô, quân Minh giữ hai bên bờ sông đánh kẹp lại, quân Hồ thất bại, lui giữ Muộn Khẩu (cửa sông Hồng ở Giao Thủy, Nam Định ngày nay). Hồ Quý Ly và Hồ Hán Thương đều trở về Thanh Hóa. Hồ Đỗ, Hồ Xạ bỏ Bình Than qua Thái Bình, Đại Toàn đến Muộn Khẩu, hợp sức đắp lũy, đúc hỏa khí, đóng thuyền chiến để chống lại. Quân Minh đối lũy với quân Hồ, ngày đêm đánh nhau, vì nắng mưa, dịch bệnh, bùn lầy ẩm uớt khó ở, bèn dời đến đóng ở Hàm Tử, lập doanh trại phòng bị nghiêm ngặt. Hồ Nguyên Trừng và Hồ Đỗ cũng dời quân đến Hoàng Giang, lại đón Hồ Quý Ly, Hồ Hán Thương từ Thanh Hóa tới.
Ngày 13 tháng 3, Hồ Nguyên Trừng cùng Hồ Đỗ, Đỗ Mãn tiến quân đến cửa Hàm Tử đánh quân Minh song thất bại. Hồ Quý Ly và Hồ Hán Thương dẫn các tướng và quan lại vượt biển trở về Thanh Hóa. Hồ Đỗ, Hồ Xạ chạy về vùng Tổng Vạn Xuân, của sông Hóa Thái Bình. Ngày 23 tháng 4, quân Minh đánh vào Lỗi Giang, quân Hồ không đánh mà tan. Ngày 29, quân Minh đánh vào cửa biển Điển Canh, thủy quân nhà Hồ tự tan vỡ.
Ngày 5 tháng 5, quân Minh đánh vào cửa biển Kỳ La (huyện Kỳ Anh, tỉnh Hà Tĩnh ngày nay). Ngày 11, quân Minh đánh vào Vĩnh Ninh. Quân Minh bắt được Hồ Quý Ly ở bãi Chỉ Chỉ; Hồ Nguyên Trừng ở cửa biển Kỳ La. Ngày 12, bắt được Hồ Hán Thương và thái tử Nhuế ở núi Cao Vọng (Kỳ Anh, Hà Tĩnh). Nhà Hồ sụp đổ.
Trương Phụ, Mộc Thạnh sai Liễu Thăng, Lỗ Lân, Trương Thăng, Du Nhượng, Lương Định, Thân Chí bắt giải Hồ Quý Ly và các con cháu cùng các tướng Hồ Đỗ, Nguyễn Ngạn Quang, Lê Cảnh Kỳ; Đoàn Bổng, Trần Thang Mông, Phạm Lục Tài cùng ấn tín đến Kim Lăng. Tháng 8, Trương Phụ và Mộc Thạnh đem quân về, lưu lại Lữ Nghị, Hoàng Phúc trấn giữ.
Biết tin nhà Hồ sụp đổ, nông dân đã nổi dậy khởi nghĩa, cụ thể:
1. Trần Nguyệt Hồ
2. Trần Ngỗi
3. Phạm Chấn
4. Phạm Tất Đại
5. Phạm Ngọc
6. Trần Quý Khoáng
7. Lê Ngã
8. Trần Nguyên Thôi
9. Trần Nguyên Khang

## Nhận định
Công cuộc cải cách của nhà Hồ thực hiện chỉ được trong thời gian quá ngắn ngủi. Cũng như nhiều cuộc cải cách khác trong lịch sử, cuộc cải cách của Hồ Quý Ly vấp phải sự phản đối trong nước, nhưng không phải vì vậy mà nhìn nhận cuộc cải cách hoàn toàn tiêu cực. Như trường hợp "Biến pháp Thương Ưởng" đời Chiến quốc ở nước Tần trong lịch sử Trung Quốc, thời kỳ đầu cũng gây sốc mạnh trong xã hội nước Tần, nhưng sau đó vẫn được duy trì và nhờ vậy mà nước Tần trở thành một nước hùng mạnh, tạo tiền đề cho sự thống nhất toàn quốc. Sự phản ứng của dân chúng nước Tần cũng lắng dần theo thời gian. Vấn đề của cuộc cải cách nhà Hồ là nó chưa đủ thời gian để phát huy tác dụng. Mặt khác, các nhà nghiên cứu hiện đại cho rằng các chính sách cải cách đó chủ yếu phục vụ cho lợi ích chiến tranh; hơn thế nữa cuộc cải cách được thực hiện dồn dập trong thời gian ngắn nhưng không thích hợp với bối cảnh xã hội: dùng chữ Nôm để đề cao ý thức dân tộc nhưng giới sỹ phu đã quen dùng chữ Hán, dùng tiền giấy tuy tiết kiệm nhưng dễ bị làm giả, dễ hư hỏng nên bị dân chúng phản đối, hạn điền và hạn nô làm giảm lợi ích của địa chủ, quý tộc cũ... Cuộc cải cách gây xáo trộn lớn trong tâm lý mọi người và sự bất bình, chia rẽ sâu sắc trong xã hội. Sự bất bình còn chưa kịp lắng xuống thì đã có thế lực ngoại quốc xen vào cùng tiếng hô hào "lật đổ" khiến số đông người trong nước Đại Ngu đồng tình.
Vào giai đoạn cuối của nhà Trần, thế nước đã suy, nhân dân đói khổ, nhưng nhà Hồ lại không “khoan thư sức dân” mà còn tiến hành chiến tranh với Chiêm Thành và dời đô về Thanh Hóa, bắt dân chúng lao dịch để xây xây thành trì kiên cố, khiến cho dân chúng càng thêm lầm than, oán ghét nhà Hồ. Mặc dù có quân đội mạnh, thành cao, hào sâu nhưng cuộc kháng chiến chống Minh của Hồ Quý Ly chỉ kéo dài được hơn 6 tháng. Tả tướng quốc Hồ Nguyên Trừng (con trai cả của Hồ Quý Ly) cũng nhận ra điều này khi nói rằng: “Thần không sợ đánh, chỉ sợ lòng dân không theo mà thôi”
Việc dời đô từ Thăng Long, nơi trung tâm đô hội, quy tụ nhân tâm trong nước, vào Thanh Hóa cũng cho thấy một phần biểu hiện của việc nhà Hồ mất lòng dân ở vùng căn bản Bắc Bộ. Khi không có được sự ủng hộ rộng rãi của quần chúng trong nước, nhà Hồ gặp vô vàn khó khăn khi phải chống ngoại xâm và đã thất bại nhanh chóng, không thể duy trì được cuộc kháng chiến trường kỳ mà nhà Lý, nhà Trần từng làm chống phương Bắc.
Trước nguy cơ can thiệp dùng chiêu bài "phù Trần diệt Hồ" của nhà Minh, nhà Hồ không kịp thời có những điều chỉnh cần thiết để quy tụ lòng người và có biện pháp ngoại giao mềm dẻo hơn để duy trì hòa bình cần thiết. Trái lại nhà Hồ chủ trương dùng biện pháp cứng rắn để đối phó với kẻ địch mạnh hơn nhiều trong khi mình chưa đủ thực lực và "chân đứng" trong nước, và hơn nữa khả năng quân sự của các nhà cầm quyền triều Hồ lại không có gì nổi bật.
Còn một nguyên nhân khác dẫn đến thất bại của nhà Hồ. Đối với vấn đề Chiêm Thành, nhà Hồ đã mắc sai lầm. Trước đây khi gặp giặc Nguyên-Mông, nhà Trần chủ trương liên minh với Chiêm Thành, 2 bên gác lại mâu thuẫn để cùng chống giặc mạnh; vua Đại Hành nhà Tiền Lê rất giỏi về quân sự nhưng cũng chỉ phát binh đánh Chiêm sau khi đã làm nhà Tống thua tơi tả phải chùn tay ở phía bắc. Nhà Hồ thì ngược lại, vừa lập nước đã liên tiếp đánh Chiêm, tuy đất đai có được mở nhưng sức lực hao mòn, chỗ đất mới chưa đứng vững chân được để làm nơi dung thân khi bị phương bắc ép xuống, nước Chiêm khi đó đã thành kẻ thù không thể xin nhờ cậy.
Như vậy nhà Hồ chẳng những tự cô lập mình trong chính sách đối nội mà trong chính sách đối ngoại cũng tự cô lập nốt. Trong không được lòng dân, ngoài không có liên minh, kẻ địch mạnh hơn gấp bội, nhà Hồ thất bại là tất yếu. Thất bại của nhà Hồ là bài học sâu sắc trong việc giữ nước mà nhà Hậu Lê (tạm lập Trần Cảo) và nhà Mạc (đầu hàng nhà Minh trên danh nghĩa) sau này đã rút ra kinh nghiệm để không mắc phải sai lầm tương tự, gây ra cảnh "nước mất nhà tan".
Sau 500 năm giành được quyền tự chủ, Việt Nam lại mất về tay Trung Quốc. Sau Khúc Thừa Mỹ, tới đầu thế kỷ 15, người cai trị Việt Nam lại bị bắt làm tù binh. Cha con Hồ Quý Ly chỉ có phong thái của những ông vua văn trị, những ông quan mũ cao áo dài mà không phải là những chiến tướng khi có chiến sự, do đó đều chịu trói về Bắc mà không dám chọn lấy cái chết oanh liệt khi đại cuộc không thể cứu vãn. Việc mất nước của nhà Hồ để lại hậu quả tổn thất không nhỏ cho nước Đại Việt, nhất là về văn hoá.

## Các vua nhà Hồ
| Miếu hiệu | Niên hiệu                                    | Tên           | Sinh- Mất | Trị vì    | Thụy hiệu | Lăng     |
| --------- | -------------------------------------------- | ------------- | --------- | --------- | --------- | -------- |
|           | Thánh Nguyên (1400-1401)                     | Hồ Quý Ly     | 1336-1407 | 1400-1401 | Không có  |          |
|           | Thiệu Thành (1401-1402) Khai Đại (1403-1407) | Hồ Hán Thương | 1383-1407 | 1401-1407 | Không có  | Không có |

## Thế phả nhà Hồ
|                                    |                                    |                                    |                                    |                                    |                                    |  |  |                                             |  |  |  |  |  |  |  |                                  |                                  |                                  |                                  |                                  |                                  |  |  |
|                                    |                                    |                                    |                                    |                                    |                                    |  |  | Lê/(Hồ) Quốc Mạo ?-?                        |  |  |  |  |  |  |  |                                  |                                  |                                  |                                  |                                  |                                  |  |  |
|                                    |                                    |                                    |                                    |                                    |                                    |  |  |                                             |  |  |  |  |  |  |  |                                  |                                  |                                  |                                  |                                  |                                  |  |  |
|                                    |                                    |                                    |                                    |                                    |                                    |  |  | (1)Chương Đế Lê Quý Ly 1336-1400-1401-1407? |  |  |  |  |  |  |  |                                  |                                  |                                  |                                  |                                  |                                  |  |  |
|                                    |                                    |                                    |                                    |                                    |                                    |  |  |                                             |  |  |  |  |  |  |  |                                  |                                  |                                  |                                  |                                  |                                  |  |  |
|                                    |                                    |                                    |                                    |                                    |                                    |  |  |                                             |  |  |  |  |  |  |  |                                  |                                  |                                  |                                  |                                  |                                  |  |  |
| Vệ Vương Hồ Nguyên Trừng 1374-1446 | Vệ Vương Hồ Nguyên Trừng 1374-1446 | Vệ Vương Hồ Nguyên Trừng 1374-1446 | Vệ Vương Hồ Nguyên Trừng 1374-1446 | Vệ Vương Hồ Nguyên Trừng 1374-1446 | Vệ Vương Hồ Nguyên Trừng 1374-1446 |  |  |                                             |  |  |  |  |  |  |  | (2)Hồ Hán Thương 1383-1401-1407? | (2)Hồ Hán Thương 1383-1401-1407? | (2)Hồ Hán Thương 1383-1401-1407? | (2)Hồ Hán Thương 1383-1401-1407? | (2)Hồ Hán Thương 1383-1401-1407? | (2)Hồ Hán Thương 1383-1401-1407? |  |  |